# Barbus carens
Barbus carens är en fiskart som beskrevs av George Albert Boulenger 1912. Barbus carens ingår i släktet Barbus och familjen karpfiskar. IUCN kategoriserar arten globalt som livskraftig. Inga underarter finns listade.